# Petru Kuki
Petru Kuki (né le 22 mai 1955 à Satu Mare) est un escrimeur roumain pratiquant le fleuret.

## Biographie
Petru Adalbert Kuki commence sa pratique de l'escrime au club CSS de Satu Mare sous l'autorité des entraîneurs Alexandru Csipler (ro) et Ștefan Haukler (ro).
Il participe aux Jeux olympiques de 1976 (Montréal), 1980 (Moscou) et 1984 (Los Angeles).
En 1981, il remporte la médaille d’argent lors des Championnats du monde (qui se déroulent à Clermont-Ferrand en France) et la médaille de bronze aux Championnats d'Europe (de Foggia en Italie).